# 弗拉尼奥·韦尔夫尔
弗拉尼奥·韦尔夫尔（1918年5月18日—1987年7月8日），克罗地亚男子足球运动员，司职前锋。他曾代表南斯拉夫国奥队参加1948年夏季奥林匹克运动会足球比赛，获得一枚银牌。